# Paul Haarhuis
Paul Haarhuis (Eindhoven, 19 de Fevereiro de 1966) é um ex-tenista profissional holandês.

## Grand Slam Duplas finais

### Vitórias (6)
| Ano  | Campeonato          | Parceiro           | Oponentes                      | Placar                        |
| 1994 | Aberto da Austrália | Jacco Eltingh      | Byron Black Jonathan Stark     | 6–7(3–7), 6–3, 6–4, 6–3       |
| 1994 | US Open             | Jacco Eltingh      | Todd Woodbridge Mark Woodforde | 6–3, 7–6(7–1)                 |
| 1995 | Roland Garros       | Jacco Eltingh      | Nicklas Kulti Magnus Larsson   | 6–7(3–7), 6–4, 6–1            |
| 1998 | Roland Garros (2)   | Jacco Eltingh      | Mark Knowles Daniel Nestor     | 6–3, 3–6, 6–3                 |
| 1998 | Wimbledon           | Jacco Eltingh      | Todd Woodbridge Mark Woodforde | 2–6, 6–4, 7–6(7–3), 5–7, 10–8 |
| 2002 | Roland Garros (3)   | Yevgeny Kafelnikov | Mark Knowles Daniel Nestor     | 7–5, 6–4                      |

### Vice-Campeonatos (6)
| Ano  | Campeonato        | Parceiro           | Oponentes                      | Placar                         |
| 1996 | US Open           | Jacco Eltingh      | Todd Woodbridge Mark Woodforde | 6–4, 6–7(5–7), 6–7(5–7)        |
| 1997 | Wimbledon         | Jacco Eltingh      | Todd Woodbridge Mark Woodforde | 6–7(4–7), 6–7(7–9), 7–5, 3–6   |
| 1999 | Wimbledon (2)     | Jared Palmer       | Mahesh Bhupathi Leander Paes   | 7–6(12–10), 3–6, 4–6, 6–7(4–7) |
| 2000 | Roland Garros (2) | Sandon Stolle      | Todd Woodbridge Mark Woodforde | 6–7(7–9), 4–6                  |
| 2000 | Wimbledon (3)     | Sandon Stolle      | Todd Woodbridge Mark Woodforde | 3–6, 4–6, 1–6                  |
| 2003 | Roland Garros     | Yevgeny Kafelnikov | Bob Bryan Mike Bryan           | 6–7(3–7), 3–6                  |

## Duplas Mistas finais (1)

### Vice(1)
| Ano  | Campeonato    | Parceira     | Oponentes               | Placar        |
| 1991 | Roland Garros | Caroline Vis | Helena Suková Cyril Suk | 6–3, 4–6, 1–6 |

### Olimpíadas

#### Duplas: 1 (0–1)
| Posição  | Ano  | Campeonato | Piso | Parceiro      | Oponentes                          | Placar   |
| -------- | ---- | ---------- | ---- | ------------- | ---------------------------------- | -------- |
| 4° Lugar | 1996 | Atlanta    | Duro | Jacco Eltingh | Marc-Kevin Goellner David Prinosil | 2–6, 5–7 |